# Miranda (rivier)
De Miranda (Portugees: Rio Miranda, variant Rio Mondego) is een rivier in de staat Mato Grosso do Sul in het zuidwesten van Brazilië en een zijrivier van de Paraguay-rivier. De rivier stroomt over een geschatte lengte van 490 km van noord naar zuid door de Pantanal en ontstaat door de samenvloeiing van de rivieren Rocando en Fundo. De monding in de Paraguay-rivier ligt op het grondgebied van de gemeente Corumbá. De rivier vormt voor een deel de grensrivier tussen Brazilië en Paraguay.